# Fornacalia
I Fornacalia erano una festa della religione romana dedicata ai forni per cuocere il pane, la cui dea Fornace era custode del buon funzionamento del forno per il pane. Il culto fu introdotto da Numa Pompilio. I Fornacalia probabilmente duravano nove giorni, come altre celebrazioni romane, quindi avrebbero potuto iniziare alle Nonae di febbraio, mentre si sa per certo che terminavano in coincidenza dei Quirinalia, il 17 del mese.
Durante i Fornacalia veniva offerta alla dea la "Mola Salsa" (chicchi di farro abbrustoliti e pestati in un mortaio).